# Baton Rouge River Center
El Baton Rouge River Center completado en 1977 fue originalmente llamado el Riverside Centroplex . Es una propiedad de usos múltiples de 200.000 pies cuadrados (20.000 m²) El centro de entretenimiento se encuentra ubicado a orillas del río Misisipi en el centro de Baton Rouge , la capital del estado de Louisiana.
Es mantenido por una empresa de gestión privada, SMG , que presenta más de quinientos eventos al año, incluyendo conciertos, convenciones, eventos deportivos, ferias y obras de teatro.